# 90. leichte Afrika-Division
Die 90. leichte Afrika-Division später 90. Panzergrenadier-Division war ein Großverband des Heeres der deutschen Wehrmacht der im Zweiten Weltkrieg aufgestellt und eingesetzt wurde.

## 90. leichte Afrika-Division

### Aufstellung als Afrika-Division z.b.V.
Die Division wurde am 26. Juni 1941 in Nordafrika mit dem Stab Divisions-Kommando z. b. V.Afrika aus bereits dort befindlichen Einheiten des Deutschen Afrikakorps aufgestellt.
Hierbei wurden folgende Einheiten unterstellt:
- Schützen-Regiment 155 (aufgestellt am 7. Juni 1941)
- Infanterie-Regiment 361 (Afrika-Regiment) (mit zwei Bataillonen ehemaliger Fremdenlegionäre)
- gemischte Aufklärungskompanie 580
- Pionier-Bataillon 900
- Nachrichten-Kompanie 190

Aus der Marsa-El Brega-Stellung heraus, war die Division am Gegenangriff im Sommer 1942 zur Wiedereroberung der Cyrenaika eingesetzt. Die Angriffsroute führte die Division entlang der Küstenlinie über Tripolis, Derna bis in den Raum von Tmimi, westlich von Tobruk.
Am 26. November 1941 änderte sich die Bezeichnung in 90. leichte Afrika-Division.
Die Aufstellung des Verbandes erfolgte zwischen Dezember 1941 und Februar 1942 im Raum Tunis in der Reserve der Panzerarmee Afrika. In diesem Zug waren aus dem Schützen-Regiment 155 durch die Abgabe eines Bataillons an das für die Division neu aufgestellte leichte Infanterie-Regiment 200 das leichte Infanterie Regiment 155 mit zwei Bataillonen gebildet worden. Aus dem Infanterie-Regiment 361 wurde das Schützen-Regiment 361.
Im März 1942 wurde der Verband dem Deutschen Afrika-Korps unterstellt, obwohl die Ausrüstung noch nicht abgeschlossen war und nach Libyen an die Front verlegt.

## 90. leichte Infanterie-Division
Am 1. April 1942 wurde sie formal in 90. leichte Infanterie-Division umbenannt.
Von Mai bis Juli 1942 war der Verband dem italienischen XXI. (21.) Armee-Korps der deutschen Panzer-Armee Afrika unterstellt.

## 90. Afrika-Division
Nach dem 26. Juli 1942 wurde die Division mit weiteren Divisionstruppenteilen zu einer vollständigen Panzergrenadier-Division ausgebaut. Die neuen Bezeichnungen der Truppenteile waren danach:
- Panzergrenadier-Regiment 155 (zwei Bataillone)
- Panzergrenadier-Regiment 200 (zwei Bataillone)
- Panzergrenadier-Regiment 361 (zwei Bataillone)
- Panzer-Abteilung 190 (faktisch wurde Anfang 1943 nur eine Kompanie unterstellt)
- Panzer-Aufklärungs-Abteilung 90 (1943 Ersatz für die an die als neue Pz.Aufkl.Abt. 21 an die 21. Pz.Div. abgegebene Aufkl.Abt. 580)
- Artillerie-Abteilung 190 (Regiment? / 1943 zwei Abteilungen durch Umbenennung Artillerie-Abteilung 361)
- Pionier-Bataillon 900
- Divisionseinheiten Nr. 190
- zeitweise Unterstellung:  Sonderverband 288 (mot.) mit 2 Gebirgsjäger-Kompanien, 1 Schützen-Kompanie, 1 Maschinengewehr-Kompanie, 1 schwere Panzerjäger-Kompanie (mit Sturmgeschütz-Zug), eine Fla-Kompanie (Sfl.), eine Pionier-Kompanie (mot.) und eine Nachrichten-Kompanie - Verband im Dezember 1942 umbenannt in Panzergrenadier-Regiment Afrika

### El Alamein
Der weite Vorstoß der Achsentruppen nach Osten führte in den Monaten August bis Oktober 1942 zu den zwei Schlachten von El-Alamein, bei denen die 90. leichte Infanterie in der Reserve der Panzerarmee Afrika stand. Ende September bis Anfang Oktober 1942 wurde der Verband mit Beutefahrzeugen vollständig motorisiert.
Ab dem 23. Oktober begannen die Zweite Schlacht von El Alamein und Abwehrkämpfe der Panzerarmee Afrika bei El Alamein. Dies umfasste Gegenangriffe zur Rückeroberung verlorener Stellungen, die Verteidigung hinter den Minenfeldern nordwestlich von Alamein und einen Entsatzangriff, um das nördlich der Küstenstraße eingeschlossene Panzergrenadier-Regiment 125 freizukämpfen.
Ab 4. November kam es zu Rückzugskämpfen der Deutsch-Italienischen Panzerarmee durch Libyen. Aus der Alamein-Stellung kommend zog sich die Division zuerst auf den Fuka-Pass zurück. Dann bis zum 7. November wurde eine Verteidigungslinie im Raum Marsa Matruk gesichert. Immer wieder Nachhut-Riegel bei Sidi Barrani bildend ging die Division durch die Cyrenaika auf die Marsa-el-Brega-Stellung zurück. Vom 24. November bis Mitte Dezember 1942 wurden im weiteren Verlauf des Rückzugs immer wieder Kämpfe im Raum Agedabia-El Agheila geführt.
Ab 16. Dezember zog sich die Division 300 km weiter nach Westen zurück. Zuerst am 26. Dezember in die Buerat-Stellung östlich von Tripolis. Dann setze sich Division in Richtung Tunesien in den Raum um Crispi ab und richtete sich dort bis Mitte Januar 1943 zur Verteidigung ein.

### Mareth
Nach Nachhutgefechten um Homs marschierte die Division über Zuara westlich von Tripolis in die Mareth-Stellung im italienisch-französischen Grenzraum. Die Verteidigung des sogenannten Mareth-Riegels in Südtunesien dauerte bis März 1943. Nach dem 20. März zog sich der Verband über die Akarit-Stützpunkte im Raum Sfax-Sousse. Die Division bildete am Eingang zur Halbinsel Cap Bon eine Abwehrlinie, die Enfidaville-Front, die vom 11. April bis Mitte Mai 1943 verteidigt wurde.

### Kapitulation
Nach der Teilnahme an mehreren wichtigen Schlachten des Afrikafeldzuges kapitulierte die Division in Tunis im Mai 1943 vor den Westalliierten. Die formelle Auflösung auf deutscher Seite erfolgte am 30. Juni 1943. Nur geringe Reste der Division konnte aus Nordafrika nach Italien überführt werden.

## 90. Panzergrenadier-Division

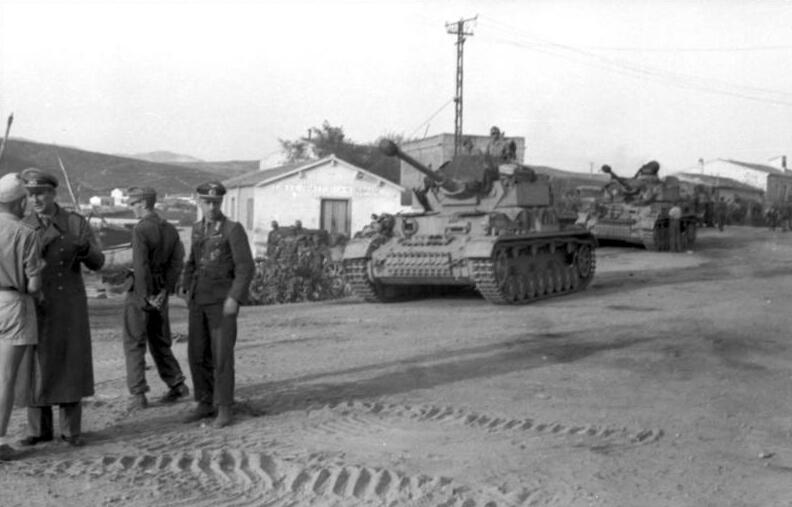
Panzer IV der 90. Panzergrenadier-Division in Palau bei ihrem Abzug von Sardinien

### Aufstellung
Am 6. Juli 1943 erfolgte auf Sardinien die Neuaufstellung als 90. Panzergrenadier-Division, durch die Umbenennung des zuvor auf Sardinien gebildeten Divisions-Kommando Sardinien. Die nunmehr wieder aufzustellenden Verbände erhielten die Nummern der in Afrika untergegangenen Verbände. Geplant waren:
- Panzergrenadier-Regiment 155 (mit drei Bataillonen aus dem Grenadier-Regiment 1 Sardinien)
- Panzergrenadier-Regiment 200 (mit drei Bataillonen aus dem Grenadier-Regiment 2 Sardinien)
- Panzergrenadier-Regiment 361 (mit drei Bataillonen aus Sturm-Regiment 853)
- Panzer-Abteilung 190 (aus Panzer-Abteilung Sardinien)
- Sturmgeschütz-Abteilung 242 (zuvor Heerestruppe)
- Panzerjäger-Kompanie I./190 (aus bisheriger Panzerjäger-Kompanie Sardinien)
- Artillerie-Regiment 190 (mit drei Abteilungen aus Artillerie-Regiment Sardinien)
- Pionier-Bataillon 190
- Divisionstruppen Nr. 190

Für die Panzergrenadiere war nur eine teilweise Motorisierung möglich und es fehlte an Personal für die Aufstellung der III. Bataillone der Regimenter, so dass diese nicht gebildet wurden. Auch fehlte eine III. Abteilung für das Artillerie-Regiment, an dessen Stelle trat die Sturmgeschütz-Abteilung 247. Bei der Aufstellung auf dem Kommandoweg war anstelle einer Aufklärungs-Abteilung die Bildung einer Gebirgsjäger-Kompanie 190 befohlen worden und statt eines II. Bataillons für das Panzergrenadier-Regiment 381 ein Panzergrenadier-Bataillon 61.
Während der Aufstellungsphase stiftete sich die Division den Sardinienschild als Traditionsabzeichen.

### Räumung von Sardinien
Nach der Unterzeichnung des italienischen Waffenstillstandes von Cassibile mit den Alliierten, waren die deutschen Truppen auf Sardinien in der Minderzahl gegenüber den italienischen Verbänden, so dass der Abzug des deutschen Kontingents beschlossen wurde. Eine Vereinbarung zwischen dem Divisionskommandeur Generalleutnant Lungershausen und dem italienischen General Antonio Basso vom Oberkommando der italienischen Streitkräfte auf Sardinien ermöglichte den fast kampflosen Abzug zwischen dem 8. und 16. September 1943. Von Palau im Nordosten Sardiniens wurde die 90. Panzergrenadier-Division nach Bonifacio auf Korsika überschifft.

### Korsika
Nachdem am 9. September 1943 auf Korsika der Aufstand gegen die italienischen und deutschen Besatzer ausgerufen worden war, wurde die Division entlang der östlichen Küstenstraße von Bonifacio nach Bastia abgezogen. Über den umkämpften Brückenkopf Bastia wurde die Division unter Verlusten bis Anfang Oktober auf das italienische Festland evakuiert.

### Verlegung auf das italienische Festland
Anschließend war die Division zunächst in der Toskana bei Pisa stationiert. Hier erfolgte die Umgliederung in einen Verband mit der Gliederung Panzergrenadier-Division 43. Die Möglichkeiten auf der deutschen Seite waren grundsätzlich begrenzt. So wurde letztendlich am 23. Oktober in neuer Aufstellung umstrukturiert:
- Grenadier-Regiment (mot.) 200 (mit drei Bataillonen)
- Grenadier-Regiment (mot.) 361 (mit drei Bataillonen)
- Panzer-Abteilung 190
- Panzer-Aufklärungs-Abteilung 190
- Panzerjäger-Abteilung 190
- Divisionstruppen Nr. 190

Hierbei war das Panzergrenadier-Regiment 155 aufgelöst worden und die vorhandenen beiden Bataillone gingen als III. Bataillon zu den beiden verbliebenen Regimentern der Division. Die Gebirgsjäger-Kompanie 190 wurde für die Aufstellung einer Panzer-Aufklärungs-Abteilung 190 verwendet. Die Panzerjäger-Kompanie I./ 190 wurde zum Rahmen für eine nunmehr aufgestellte Heerestruppe, die Panzerjäger-Abteilung 590 und wurde nunmehr eine Abteilung für die Division neu gebildet.
Später war die Division dann an der Adriaküste bei Gatteo a Mare stationiert.

### Gustav-Linie
Mitte November 1943 wurde sie in die Region Abruzzen hinter die Gustav-Linie verlegt. Anfang Dezember war sie in heftige Abwehrkämpfe südlich von Ortona gegen die 1. kanadische Infanterie-Division der 8. britischen Armee verwickelt.

### Auffrischung südlich von Rom
Nach der erbitterten Schlacht um Ortona (20. bis 28. Dezember 1943) befand sie sich zur Erholung südlich von Rom. Im Januar 1944 stand der Verband erneut an der Gustav-Linie zwischen Cassino und der tyrrhenischen Küste.

### Cassino
Ab Anfang Februar 1944 kämpfte sie in der Ersten und Zweiten Schlacht um Monte Cassino am Monte Maiola und Monte Castellone. Nach Ende der Zweiten Schlacht wurde sie Anfang März als Heeresgruppenreserve in den Raum Rom–Ostia verlegt. Mitte Mai stand sie südlich vom Cassino im Liri-Tal in der Nähe von Pignataro–Pontecorvo und nahm an der Vierten Schlacht um Monte Cassino teil.

### Rückzug nach Umbrien
Nach dem Durchbruch der Alliierten zog sich die Division bis nach Umbrien zurück und wurde dann in den Raum Grosseto (südliche Toskana) verlegt wurde. In der Toskana wurde Einheiten der Division zur „Bandenbekämpfung“ eingesetzt und waren in Abwehrkämpfe gegen die vorrückenden Truppen der 5. US-Armee unter anderem am Monte Amiata und bei Volterra verwickelt, bevor sich die Division in das Arno-Tal zwischen Pisa und Florenz zurückzog.

### Auffrischung in der Po-Ebene
Ende Juli 1944 wurde die Division zur Auffrischung zunächst in die Po-Ebene zwischen Modena und Parma und anschließend nach Ligurien nördlich von Genua verlegt. Mitte August wurde sie nach der Landung der Alliierten in Südfrankreich zur Grenzsicherung der Alpenübergänge nach Piemont verlegt. Von Ende September 1944 an stand sie erneut in der Emilia-Romagna. Mitte Dezember 1944 verteidigte die zunächst als Armeereserve zurückgehaltene Division unter hohen Verlusten Faenza vor dem angreifenden V. britischen und dem II. polnischen Korps, mussten die Stadt aber schließlich räumen.

### Reserve
Während der Alliierten Frühjahrsoffensive im April 1945 war die 90. Panzergrenadier-Division wieder als Reserveverband eingesetzt. Einheiten der Division wurden zur Abwehr von US-Verbänden von der tyrrhenischen Küste bei Massa bis in den toskanisch-emilianischen Apennin eingesetzt.

### Kapitulation
Nach dem Zusammenbruch der deutschen Front kapitulierten die Reste der Division Ende April 1945 südlich des Gardasees vor den amerikanischen Streitkräften.

## Kriegsverbrechen
Angehörige der 90. Panzergrenadier-Division werden einige Kriegsverbrechen im Rahmen ihres Einsatzes in Italien zur Last gelegt. Laut dem von der Deutschen Bundesregierung finanzierten und von einer Historikerkommission geleiteten Projekts Atlante degli Stragi Naziste e Fasciste in Italia (dt. Atlas der nazistischen und faschistischen Massaker in Italien) wurden zwischen August 1944 und April 1945 über 40 Personen durch Divisionsangehörige getötet. Im Frühjahr 1944 war die Division bei Bandenbekämpfungsaktionen in Mittelitalien eingesetzt. Der Großteil der Opfer gehen auf Aktionen gegen Partisanen im August 1944 zurück, als die Division nach der Landung der Alliierten in Südfrankreich nach Piemont zur Absicherung der Grenzpässe in den Cottischen Alpen verlegt worden war. Dort hinterließ die Division insbesondere im Susatal und Valle Maira bei Aktionen gegen die Resistenza eine Spur der Zerstörung und Gewalt. Zu einer zweiten Welle von Gewaltverbrechen kam es während der Alliierten Frühjahrsoffensive Ende April 1945, als sich die Reste der Division in Richtung Alpen zurückzogen.

## Gliederung
| 90. leichte Afrika-Division 1941                  | 90. Afrika-Division 1942                                                                     | 90. Panzergrenadier-Division 1943                                                            |
| ------------------------------------------------- | -------------------------------------------------------------------------------------------- | -------------------------------------------------------------------------------------------- |
|                                                   | - Panzer-Abteilung 190                                                                       | - Panzer-Abteilung 190                                                                       |
| - Schützen-Regiment 155 - Infanterie-Regiment 361 | - Panzergrenadier-Regiment 155 - Panzergrenadier-Regiment 200 - Panzergrenadier-Regiment 361 | - Panzergrenadier-Regiment 155 - Panzergrenadier-Regiment 200 - Panzergrenadier-Regiment 361 |
| - Artillerie-Abteilung 361                        | - Artillerie-Regiment 190                                                                    | - Artillerie-Regiment 190                                                                    |
|                                                   | - Panzerjäger-Abteilung 190                                                                  | - Panzerjäger-Kompanie 1./190                                                                |
|                                                   |                                                                                              | - Sturmgeschütz-Abteilung 242                                                                |
| - gemischte Aufklärungs-Kompanie 580              | - Panzeraufklärungs-Abteilung 90                                                             |                                                                                              |
| - Pionier-Bataillon 900                           | - Pionier-Bataillon 900                                                                      | Pionier-Bataillon 190                                                                        |
| - Nachrichten-Kompanie 190                        | - Panzer-Nachrichten-Abteilung 190                                                           |                                                                                              |
|                                                   | - Divisions-Nachschubführer 190                                                              | - Divisionseinheiten 190                                                                     |

## Kommandeure
(Angegeben ist der jeweils letzte Dienstgrad im entsprechenden Zeitraum.)

### Afrika
| Damaliger Rang  | Name                     | Zeitraum                                                      |
| --------------- | ------------------------ | ------------------------------------------------------------- |
| Generalmajor    | Max Sümmermann           | 1. September bis 10. Dezember 1941 (gefallen)                 |
| Oberst          | Johann Mickl             | 10.–27. Dezember 1941 (m. d. F. b.)                           |
| Generalmajor    | Richard Veith            | 27. Dezember 1941 bis 10. April 1942                          |
| Generalmajor    | Ulrich Kleemann          | 10. April bis 14. Juni 1942                                   |
| Oberst          | Werner Marcks            | 14. Juni bis 18. Juni 1942                                    |
| Oberst          | Erwin Menny              | 18. und 19. Juni 1942                                         |
| Oberst          | Werner Marcks            | 19. Juni bis 21. Juni 1942                                    |
| Generalmajor    | Ulrich Kleemann          | 21. Juni bis 8. September 1942 (verwundet)                    |
| Generalmajor    | Hermann-Bernhard Ramcke  | 8. September bis 17. September 1942 (m. d. F. b.)             |
| Oberst          | Hermann Schulte-Heuthaus | 10. August bis 1. November 1942 (m. d. F. b.)                 |
| Generalleutnant | Theodor von Sponeck      | 22. September 1942 bis 12. Mai 1943 (in Kriegsgefangenschaft) |

### 90. Panzergrenadier-Division
| Damaliger Rang  | Name                      | Zeitraum                               |
| --------------- | ------------------------- | -------------------------------------- |
| Generalleutnant | Carl-Hans Lungershausen   | 6. Juli bis 10. Dezember 1943          |
| Generalleutnant | Ernst-Günther Baade       | 10. Dezember 1943 bis 9. Dezember 1944 |
| Generalleutnant | Gerhard Graf von Schwerin | 9.–27. Dezember 1944                   |
| Generalmajor    | Heinrich von Behr         | 27. Dezember 1944 bis zur Kapitulation |

## Bekannte Divisionsangehörige
- Claus von Amsberg (1926–2002), Ehemann der niederländischen Königin Beatrix
- Karl Schnell (1916–2008), war ab 1. Oktober 1975 Oberbefehlshaber der Alliierten Streitkräfte Europa-Mitte (CINCENT) und ab 11. Januar 1977 Staatssekretär im Verteidigungsministerium